# 蔵田義雄
蔵田 義雄（くらた よしお、1951年（昭和26年）12月1日 - ）は、日本の政治家。広島県東広島市長（3期）、広島県議会議員（2期）、東広島市議会議員（1期）等を務めた。

## 来歴
広島県東広島市八本松町生まれ。広島県立広島商業高等学校卒業。
1995年、東広島市議会議員選挙に出馬し、初当選。
1998年、東広島市議を任期途中で辞職。1999年、広島県議会議員選挙に無所属で立候補し初当選。2003年の県議選は自民党公認で立候補し再選。
2006年1月、広島県議会議員を2期目の任期途中で辞職。同年4月23日に行われた東広島市長選挙に立候補し、当時自由民主党政務調査会長であった中川秀直の二男の中川俊直との一騎打ちを制し、初当選した。当初は5月に就任する予定であったが、上田博之市長が2期目の任期を終える直前の4月27日に直腸がんで死去したため、予定を繰り上げ、翌4月28日に東広島市長に就任した。
2010年の市長選挙で無投票で再選。2014年の市長選挙では対立候補に大差を付けて三選を果たした。
3期目任期中の2017年4月14日、公用車で市役所に向かう途中、別の車に追突される。その後遺症による体調の悪化を理由に、同年12月18日、任期満了を待たず辞表を提出。同月21日付で正式に辞任した。